# Baliospermum calycinum
Baliospermum calycinum är en törelväxtart som beskrevs av Johannes Müller Argoviensis. Baliospermum calycinum ingår i släktet Baliospermum och familjen törelväxter.

## Underarter
Arten delas in i följande underarter:
- B. c. balansae
- B. c. bracteatum
- B. c. calycinum
- B. c. densiflorum
- B. c. micranthum
- B. c. nepalense
- B. c. racemiferum
- B. c. sinuatum